# Lindånæs
Lindånæs (dansk) eller Lindaunis (tysk) er en landsby beliggende på en halvø (Store Næs) mellem Lindå Nor og Slien i det sydøstlige Angel i Sydslesvig. Administrativt hører Lindånæs under Borne Kommune i Kreis Slesvig-Flensborg i den nordtyske delstat Slesvig-Holsten. I kirkelig henseende hører landsbyen til Borne Sogn. Sognet lå i Slis Herred (Gottorp Amt, Sønderjylland), da området tilhørte Danmark.
Stedet har fået sit navn efter vandløbet Lindå og det nærliggende Lindå gods. Stednavnet er første gang nævnt 1641. Noret kaldes tilsvarende for Lindå Nor (Lindauer Noor). Ved Lindånæs er en af de fire overgangsmuligheder over Slien. Den nuværende kombinerede vej- og jernbaneklapbro er for tiden ved at blive erstattet med en ny. I den forbindelse vil den 1987 nedlagte station ved banestrækningen Flensborg-Egernførde-Kiel blive genoprettet. Nabobyer er Ketelsby i nordøst samt Guggelsby, Siseby og Stubbe på Sliens modsatte bred. Halvøen Lindånæs afsluttes mod øst ved den lille Nørrehage (Norderhaken), som modsvarer Sønderhage (Süderhacken) ved halvøen Karnør / Guggelsby på Sliens modsatte bred. Lidt nord for noret ligger skovområdet Hegnholt. 